# Magnetni deček
Magnetni deček; Sanje o govoreči češnji, sta deli iz slovenske književnosti, dramatike, ki ju je zapisal Milan Dekleva. Izšli sta leta 1985 pri Mladinski knjigi.

## Vsebina
Zgodba Magnetni deček govori o dečku Netku. Počuti se neprivlačnega in osamljenega, saj je zavrnjen iz strani prijateljev  in družine. To težavo omeni magnetologu Albertu. Gospod je znanstvenik in s svojimi idejami na prav poseben način poskuša pomagati dečku. Rešitev vidi v tem, da dečka namagneti in tako bo privlačil ljudi okoli sebe. Netek se namagneten odpravi po mestu. Na poti sreča bahavega ptiča, roparja in policaja, Netkovo učiteljico in strah. Prav vsi z Netkom vzpostavijo stik in s tem nanje deluje magnetna sila, katera jih pritrdi na dečka. Netek in cela druščina, katera je pritrjena nanj, skupaj nadaljujejo pot po mestu. Nepričakovano srečajo dekle, katera sliši na ime Ljubica. Netek se opogumi in pohvali pred dekletom, da je najbolj privlačen deček v mestu.   Ljubica se mu uspešno izmika in le njo magnetna sila ne pritrdi nanj. Pove mu, da punce nimajo rade važnih fantov in da bi moral biti bolj ljubezniv, če bi se hotel zaljubiti. Netek se je zamislil nad besedami deklice in ponovno odšel po nasvet k Albertu. Potarnal mu je, da se edino Ljubica ni ujela na magnetno silo in da je ni privlačil. Ugotovila sta, da se je zgodilo ravno obratno. Netek se je zaljubil v Ljubico, saj je ona njega privlačila. Čas je bil, da je Albert razmagnetil dečka in tako dal svobodo vsem ujetim. Sama pa sta se lotila druge naloge, in sicer kako osvojiti Ljubico. Albert je Netku naredil magnetno rožo, katero je nato odnesel Ljubici. Iskal jo je  po celem mestu in ko je končno prispela, ji je podaril rožo ter jo povabil v Lunapark. Zgodba Sanje o govoreči češnji govori o dečku Tijanu in o njegovih pustolovščinah v sanjah. Ker mu je dolgčas, se mu v sanjah prikaže Govoreča češnja, ki ga nagovori, naj poišče Popravljalca gosli. Skupaj z Mačko, ki ribe žgačka, odideta na pot z Letečim gnezdom, ki zna letati po zvokih violine Popravljalca gosli. Tako jih Leteče gnezdo najprej odpelje v Stekleni gozd, kjer srečata Stekleničnike, Kozarčnike in Krožnice. Tijan in Mačka, ki ribe žgačka se s prebivalci Steklenega gozda rahlo sprejo, situacijo pa razreši Mačka, ki ribe žgačka. Nato se Tijan in Mačka, ki ribe žgačka skupaj z Letečim gnezdom odpravita naprej proti Ognjenem gozdu. V Ognjenem gozdu živijo Polenovke in Pepelniki. Ko se tudi z njimi spreta, Mačka, ki ribe žgačka prestraši prebivalce Ognjenega gozda in ti se umaknejo, pustolovca pa Leteče gnezdo odpelje naprej. Nato pridejo v Vodeni gozd, kjer prebivata Lasalka in Vodni psoglavec. Spreta se tudi s prebivalci tega gozda, mačka pa ponovno razreši situacijo. Pustolovci odidejo naprej in zaslišijo glas Govoreče češnje. Ta jih pošlje nazaj domov in Tijanu pove, da ga tam nekdo čaka. Tijan se poslovi od Popravljalca gosli in Letečega gnezda. Doma ga čaka ljubka Tijana, ki je prav tako sanjala in na poti k njemu veliko doživela. Ker pa so utrujeni, gredo vsi trije spat in prihranijo pripovedovanje svojih pustolovščin za drugič …  

## Liki
Nastopajoče osebe v delu Magnetni deček so Albert, Netek, Bahavi ptič, Tat, Policaj, Tovarišica, Strah in Ljubica. Glavno vlogo lahko pripišemo Netku, Albertu in Ljubici. 
Stranske vloge pa odigrajo Bahavi ptič, Tat, Policaj, Tovarišica in Strah. Te osebe so naključne, Netka pa obsojajo vsaka na svoj način. Ko se rešijo iz okrilja namagnetenega dečka izgubijo svojo vlogo in nad vsemi prevlada Ljubica s svojo čutnostjo. Netek je deček, ki se počuti neprivlačnega in osamljenega, saj je zavrnjen iz strani najbližjih. To težavo mu poskuša rešiti znanstvenik in raziskovalec Albert, ki s svojo domiselnostjo in nenavadnimi idejami močno vpliva na dečka. Ključna vloga odigra deklica ljubica, v katero se Netek zaljubi in spozna bistvo življenja. V zgodbi deklica predstavlja realen lik, ki zgodbi doda še čutno plat.  V delu Sanje o govoreči češnji nastopajo Tijan, Mačka, ki ribe žgačka, Leteče gnezdo, Popravljalec gosli, Kozarčniki, Stekleničniki, Krožnice, Polenovke, Pepelniki, Lasalka, Vodni psoglavec in Tijana.
Glavni vlogi imata Tijan in Mačka, ki ribe žgačka, ostali nastopajoči pa imajo stransko vlogo. Kljub temu, da se v zgodbi pojavljata zelo malo, lahko pomembno vlogo pripišemo Govoreči češnji in Tijani. Imena nastopajočih so domišljijska in smešna, v večini pa predstavljajo funkcijo oz. izgled lika. Tijanu je dolgčas, zato se mu v sanjah dogajajo pustolovščine, ki se zdijo zelo resnične, le-te pa so njegov pobeg iz resničnosti. Liki v gozdovih predstavljajo ljudi v današnjem svetu, ki so slabe volje, polni jeze in sovraštva. Mačka, ki ribe žgačka, ima vlogo nekakšnega Tijanovega varuha, saj ga v gozdovih obvaruje pred nevarnostmi teh ljudi, tako pa zmaga dobro nad zlim. S tem, da Tijana doma čaka deklica Tijana, je deček obvarovan pred dolgčasom, pred katerim je ušel v sanjah. 

## Analiza zgodbe
Deli Magnetni deček in Sanje o govoreči češnji uvrščamo med dramatiko. Notranja doživetja junakov (čustev, razmišljanj, doživljanje dogodkov, ipd.) niso prisotna, po tem pa se ločita od ostalih del drugih književnih zvrsti. Med samim besedilom so odrske pripombe (didaskalije), z njimi pa avtor na kratko nakaže videz oseb, prostor, čas, premike na odru ipd., ostalo pa si mora bralec predstavljati sam na podlagi dvogovorov med osebami. Pri Magnetnem dečku je kraj dogajanja mesto, pri zgodbi Sanje o govoreči češnji pa se kraj dogajanja spreminja - Tijanova soba, delavnica popravljalca gosli, Ognjeni gozd, Stekleni gozd, Vodeni gozd. Glede na kraj dogajanja lahko slednjo zgodbo razdelimo na tri dele: dogajanje v Tijanovi sobi in v delavnici; dogajanje v različnih gozdovih in potovanje; ponovno dogajanje v delavnici in v Tijanovi sobi. Dvogovor (dialog) med osebami je sestavni del dela, v delih pa je prisoten enogovor (monolog) oseb (posamezni songi - pesmi nastopajočih). Premi govor je glavna sestavina dela, tako pa lahko ločimo posamezen govor nastopajočih oseb. Magnetni deček je razdeljena enodejanka in je sestavljena iz devetih prizorov, medtem ko so Sanje o govoreči češnji napisana kot celota. Zgodba o Magnetnem dečku govori o osamljenosti in o iskanju sreče. To pa pripelje do spoznanja, da srečo prevečkrat iščemo na napačnih koncih. V delu Sanje o govoreči češnji je govora o dolgčasu in o Tijanovem strahu pred le-tem. Veliko elementov in dejanj v zgodbi se navezuje na vsakdanji svet. V zgodbi je omenjena jeza, napadanje, slaba volja ipd., ki je v današnjem času stalno prisotna. Na drugi strani pa je tu deček Tijan in Mačka, ki ribe žgačka, ki se proti temu uspešno bojujeta, tako da nanju ti dejavniki ne vplivajo. Tu je poudrajena tudi medsebojna pomoč. Tako tudi ti dve zgodbi lahko uvrstimo med socialno tematiko, ki pa je zakrita med domišljijskimi elementi. 